# Acherontia lethe
Acherontia lethe är en fjärilsart som beskrevs av John Obadiah Westwood 1848. Acherontia lethe ingår i släktet Acherontia och familjen svärmare. Inga underarter finns listade i Catalogue of Life.